# Lysandra argentea
Lysandra argentea är en fjärilsart som beskrevs av Tutt 1909. Lysandra argentea ingår i släktet Lysandra och familjen juvelvingar. Inga underarter finns listade i Catalogue of Life.